# Tiberius Claudius Candidus
Tiberius Claudius Candidus est un général romain de la fin du IIe siècle et du début du IIIe siècle de notre ère. Il joua un rôle essentiel lors des guerres civiles qui portèrent au pouvoir la dynastie des Sévères.

## Biographie
Probablement originaire de Cirta en Numidie, Ti. Claudius Candidus commença une carrière de chevalier romain. Après une préfecture de cohorte et le tribunat de la deuxième légion Auguste, débuts ordinaires, il fut chargé d'assurer une partie de la logistique de la seconde expédition germanique de Marc Aurèle vers 180. Il poursuivit ensuite sa carrière en tant que procurateur en étant chargé de l'impôt sur le vingtième des héritages dans les provinces de Gaule Lyonnaise, de Gaule Belgique et des deux Germanie. Puis, encore sous le règne de Commode il est intégré par adlectio au sein du sénat parmi les tribuns puis parmi les préteurs. Il est alors nommé curateur de la cité de Teanum. 
En 193 il choisit le parti de Septime Sévère. En 194 il est chargé du commandement des unités des provinces d'Illyrie envoyées contre Pescennius Niger. Il porte alors le titre de dux. Il conserve cette fonction durant la guerre parthique de Septime Sévère puis lors de l'affrontement avec Clodius Albinus en Gaule en 197. C'est aussi en tant que dux qu'il est chargé d'éradiquer les ennemis publics - les adversaires de Septime Sévère - en Asie, en Norique ainsi qu'en Hispanie citérieure, il est alors aussi le légat gouverneur de cette province, où une inscription lui fut dédiée à Tarragone par un centurion de la légion X Gemina. L'inscription ayant été martelée puis regravée, Candidus dut connaître une disgrâce importante puis une réhabilitation.